# Julius Weise
Pour les articles homonymes, voir Weise.
Julius Weise est un entomologiste allemand, né le 6 juin 1844 à Sommerfeld et mort le 25 février 1925 à Herichsdorf (de) près de Warmbrunn.

## Biographie
Ce spécialiste des coléoptères (coccinelles et chrysomèles), scientifique prolifique, fut l'un des premiers à utiliser les genitalias pour identifier et classifier les espèces.
Ses collections de Chrysomelidae, de Coccinellidae, de Staphylinidae et de Carabidae sont conservées au musée d'histoire naturelle de Berlin ; celles de Cerambycidae au Musée national d'histoire naturelle des États-Unis à Washington ; celles de Curculionidae et de Scolytidae au muséum Senckenberg de Francfort-sur-le-Main ; une partie des Chrysomelidae et des Coccinellidae au muséum suédois d'histoire naturelle de Stockholm.